# Рагби лига клуб Црвена звезда
Рагби лига клуб Црвена звезда је рагби лига (рагби 13) клуб из Београда. Клуб је део Спортског друштва Црвена звезда и тренутно се такмичи у Првенству Србије.

## Историја
Клуб је у јулу 2006. формирала група ентузијаста, а на иницијативу Милоша Кућанчанина, репрезентативца у рагбију 13. Клуб је 2007. примљен у Рагби 13 федерацију Србије, а крајем исте године је одиграо и прву утакмицу против Ниша и победио. Црвена звезда је 2008. примљена у Спортско друштво Црвена звезда, а од те године почиње да се такмичи у Рагби лиги Србије. Од 2011. постоји и јуниорски тим (до 18 година), који је исте године био један од учесника историјског првог јуниорског првенства Србије у рагбију 13.
Црвена звезда је 2014. године освојила своју прву титулу и на тај начин прекинула дванаестогодишњу доминацију Дорћола. Први трофеји у Суперкупу и Купу Србије освојени су 2016. године, када су црвено-бели у оба финала победили Дорћолце. Друга титула националног првака освојена је 2017. године.
Звезда је освајањем сва четири трофеја у 2018. години постигла јединствен успех у историји српске и регионалне рагби лиге.

## Успеси
- Првенство Србије
  - Првак (8): 2014, 2017, 2018, 2019, 2020, 2021, 2022, 2023.
- Куп Србије
  - Победник (5): 2016, 2018, 2019, 2020, 2023.
- Суперкуп Србије
  - Победник (4): 2016, 2018, 2019, 2020.
- Балканска Суперлига
  - Победник (5): 2018, 2019, 2021, 2022, 2023.